# Impresora de matriz de puntos

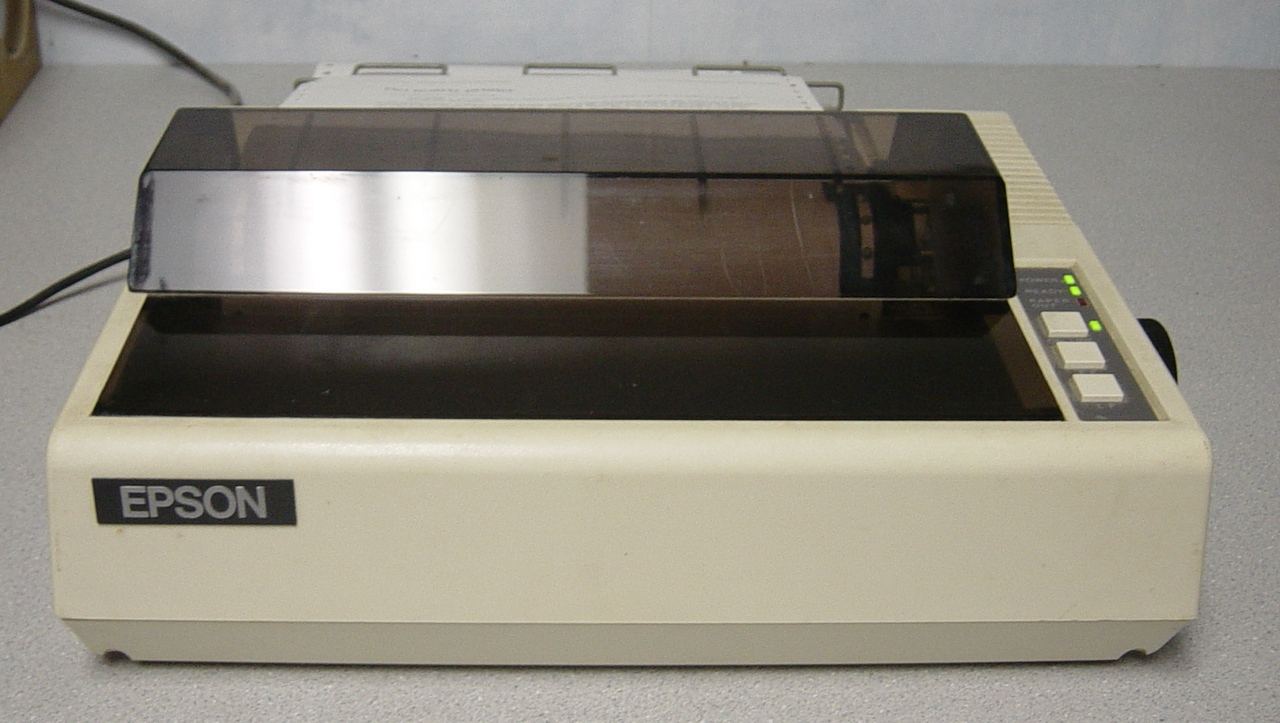
Un Epson MX-80, un modelo clásico que permaneció en uso durante muchos años. IBM lo vendió como su IBM 5152.

Una impresora de matriz de puntos es una impresora de impacto que imprime utilizando un número fijo de pines o cables. Por el contrario, las impresoras de inyección de tinta y láser exhiben técnicamente la impresión matricial de puntos, pero no se consideran "impresoras matriciales de puntos".
Impacto vs. no impacto es una forma en la que las impresoras se dividen en dos clases. Las impresoras de impacto matriciales de puntos, "el tipo más común aún vendido a partir de octubre de 2012", utilizan "una columna vertical de clavijas que se disparan" (y así fuerzan el contacto entre el papel y "una cinta empapada de tinta").

## Historia
En los años 70 y 80, las impresoras de impacto de matriz de puntos se consideraban generalmente la mejor combinación de costo y versatilidad, y hasta los años 90 fueron, con mucho, la forma más común de impresora utilizada con las computadoras personales y domésticas.
La primera impresora de matriz de puntos de impacto fue la Centronics 101. Introducida en 1970, condujo al diseño de la interfaz eléctrica paralela que se convertiría en estándar en la mayoría de las impresoras hasta que fue desplazada más de una década después por el Universal Serial Bus (USB).
Digital Equipment Corporation (DEC) fue otro de los principales proveedores, aunque se centró en el uso de su línea de miniordenadores PDP. Su impresora matricial de puntos LA30 de 30 caracteres/segundo (CPS), la primera de muchas, se introdujo en 1970.
En los albores de la década de 1990, las impresoras de inyección de tinta se hicieron más comunes como impresoras de PC.

## Las impresoras matriciales de DEC
A diferencia de la LA30, de 80 columnas y sólo en mayúsculas, con una matriz de puntos de 5x7, la línea de productos de DEC creció. Se incluyeron nuevos modelos:
- LA36 (1974): soporte de mayúsculas y minúsculas, con hasta 132 columnas de texto (también 30 CPS)
- LA34: una alternativa de bajo coste al LA36
- LA38: un LA34 con más características
- LA180: 180 CPS
- LS120: 120 CPS
- LA120: 180 CPS (y algunas características avanzadas)
- LA12: un terminal portátil

### LA30
El DECwriter LA30 era un terminal de impresión de matriz de puntos de 30 caracteres por segundo introducido en 1970 por la Digital Equipment Corporation (DEC) de Maynard, Massachusetts
Imprimió 80 columnas de caracteres mayúsculos de matriz de puntos de 7×5 en un papel de tamaño único. El cabezal de impresión era impulsado por un motor paso a paso y el papel era avanzado por una ruidosa unidad de trinquete de solenoide. El LA30 estaba disponible con una interfaz paralela (LA30-P) y una interfaz en serie (LA30-S); sin embargo, el LA30 en serie requería el uso de caracteres de relleno durante el retorno del carro. En 1972, una variación de sólo recepción llamada LA30A se hizo disponible.

### LA36
El LA30 fue seguido en 1974 por el LA36, que alcanzó un éxito comercial mucho mayor, convirtiéndose por un tiempo en el terminal de computadora de matriz de puntos estándar. El LA36 usaba el mismo cabezal de impresión que el LA30 pero podía imprimir en formas de cualquier ancho hasta 132 columnas de salida de caja mixta en papel de barras verdes estándar. El carro se movía por un servoaccionamiento mucho más capaz, utilizando un motor eléctrico DC y un codificador óptico / tacómetro. El papel fue movido por un motor de pasos. El LA36 sólo estaba disponible con una interfaz en serie, pero a diferencia del anterior LA30, no se requerían caracteres de relleno. Esto era posible porque, mientras que la impresora nunca se comunicaba a más de 30 caracteres por segundo, el mecanismo era realmente capaz de imprimir a 60 caracteres por segundo. Durante el período de retorno del carro, los caracteres se almacenaban en memoria intermedia para su posterior impresión a toda velocidad durante un período de recuperación. El zumbido de dos tonos producido por la impresión de recuperación de 60 caracteres por segundo seguida de la impresión ordinaria de 30 caracteres por segundo fue una característica distintiva del LA36, copiado rápidamente por muchos otros fabricantes hasta bien entrada la década de 1990. La mayoría de las impresoras de matriz de puntos eficientes utilizaron esta técnica de amortiguación.
La tecnología digital amplió más tarde la línea básica del LA36 a una amplia variedad de impresoras de matriz de puntos.

### LA50
La DEC LA50 fue diseñada para ser una impresora "compacta, de matriz de puntos". Cuando está en modo gráfico (en contraposición al modo de texto), el cabezal de impresión puede generar imágenes gráficas. Cuando está en modo gráfico (bitmap), el LA50 puede recibir e imprimir el formato gráfico Sixel.

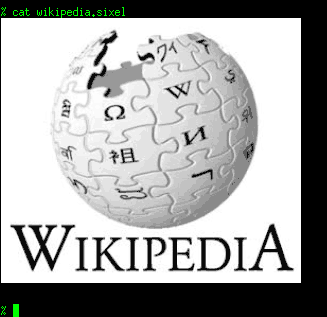
El logo de Wikipedia, convertido al formato Sixel

## Centronics 101
La Centronics 101 (introducido en 1970) fue muy innovador y asequible en sus inicios. Algunas especificaciones seleccionadas:
- Velocidad de impresión: 165 caracteres por segundo
- Peso: 155 libras (70,3 kg)
- Tamaño: 27 ½" A x 11 ¼" A x 19 ¼ D (aprox. 70 cm x 29 cm x 49 cm)
- Envío: 200 libras (aprox. 91 kg), caja de madera, desembalado por la eliminación de 36 tornillos
- Caracteres: 62, 10 numéricos, 26 mayúsculas y 26 caracteres especiales (sin minúsculas)
- Tamaño de los caracteres: 10 caracteres por pulgada
- El espacio entre líneas: 6 líneas por pulgada
- Control vertical: lector de cinta perforada para la parte superior de la forma y la pestaña vertical
- Grosor de las formas: original más cuatro copias
- Interfaces: Centronics paralelo, opcional RS-232 serial

## Impresoras matriciales de bajo costo
A mediados del decenio de 1980, las impresoras matriciales de puntos estaban bajando de precio, y al ser "más rápidas y versátiles que las impresoras con ruedas de margarita" (incluso se han vuelto aún más flexibles en lo que pueden hacer gracias a los cabezales de impresión de 24 agujas, en comparación con los modelos anteriores de 9 agujas) han seguido vendiéndose.
El aumento del número de pines del cabezal de impresión de 7, 8, 9 o 12 pines a 18, 24, 27, 36 permitió una calidad de impresión superior, necesaria para el éxito en los mercados asiáticos para imprimir caracteres legibles en CJKV. La serie LQ de 24 pines de Epson se elevó hasta convertirse en el nuevo estándar de facto, a 24/180 pulgadas (por pasada - 7,5 lpi). Una impresora de 24 pines no sólo podía establecer un patrón de puntos más denso en una sola pasada, sino que podía cubrir simultáneamente un área más grande e imprimir más rápidamente (en gran parte debido a la capacidad de las 24 pines de imprimir LQ con una sola pasada).
Aunque la calidad del texto de una impresora de 24 pines seguía siendo visiblemente inferior a la de una verdadera impresora con calidad de letra -la rueda de margaritas o la impresora láser-, a medida que los costos de fabricación disminuían, las impresoras de 24 pines fueron sustituyendo gradualmente a las de 9 pines.

### Modo borrador
Para obtener la máxima velocidad de salida, aunque con una calidad inferior, cada carácter y línea se imprime una sola vez. Esto se denomina "modo borrador".

### Calidad cercana a la letra (NLQ)
El modo de Calidad de Carta Cercana, especificado informalmente como casi lo suficientemente bueno para ser usado en una carta de negocios, provisto de impresoras de matriz de puntos con una calidad similar a la de una máquina de escribir. Usando múltiples pasadas del carro, y una mayor densidad de puntos, la impresora podría aumentar la resolución efectiva. En 1985, The New York Times describió el uso de "calidad cercana a la letra, o N.L.Q." y "calidad cercana a la letra" como "sólo un pequeño y prolijo bombo", pero reconoció que "realmente muestran lo suyo en el área de las fuentes, las mejoras de impresión y los gráficos".

## El uso de la PC
También conocida como "impresoras matriciales de puntos en serie", la afirmación de 1985 "para el usuario medio de computadora personal la matriz de puntos sigue siendo la opción más viable" seguía siendo bastante válida más de un cuarto de siglo después. En ese momento, IBM vendió la MX-80 de Epson como su IBM 5152.
Otra tecnología, la impresión por inyección de tinta, que utiliza el modelo de cuchilla y hojas de afeitar (regalar el mango de la cuchilla, ganar dinero con la hoja de afeitar) ha reducido el valor del bajo costo de la impresora: "un precio por mililitro a la par del oro líquido" para la tinta/tóner.

### Computadoras personales
En junio de 1978, se lanzó el Epson TX-80/TP-80, una impresora de matriz de puntos de 8 pines usada principalmente para el ordenador Commodore PET. Esto y su sucesor, el MX-80/MP-80 de 9 pines (introducido en 1979/1980), provocó la popularidad de las impresoras de impacto en el mercado de las computadoras personales. El MX-80 combinaba la asequibilidad con una salida de texto de buena calidad (para su época). Las primeras impresoras de impacto (incluyendo la MX) eran notoriamente ruidosas durante su funcionamiento, como resultado del mecanismo tipo martillo en el cabezal de la impresora. La MX-80 incluso inspiró el nombre de una banda de rock ruidoso. La baja densidad de puntos del MX-80 (60 dpi horizontales, 72 dpi verticales) produjo impresiones de una calidad "computarizada" distintiva. Cuando se comparó con la calidad de una máquina de escribir nítida de una impresora de margarita, la legibilidad de la impresora de matriz de puntos parecía especialmente mala. En las aplicaciones de oficina, la calidad de la impresión era un problema grave, ya que la legibilidad del texto de matriz de puntos se degradaba rápidamente con cada generación de fotocopias. IBM vendió la MX-80 como IBM 5152.

#### Software para PC
Inicialmente, el software de mejora de impresoras de terceros ofreció una solución rápida al problema de la calidad. Las estrategias generales fueron:
- doble golpe (imprimir cada línea dos veces), y
- Modo de doble densidad (ralentizar el cabezal de impresión para permitir una colocación de puntos más densa y precisa).

Algunas impresoras de impacto de matriz de puntos más recientes podrían reproducir imágenes de mapa de bits a través de la capacidad de "direccionamiento de puntos". En 1981, Epson ofreció un kit de EPROM retrofit llamado Graftrax para añadirlo a muchas de las primeras impresoras de la serie MX. Las pancartas y letreros producidos con software que utilizaba esta capacidad, como la Imprenta de Broderbund, se hicieron omnipresentes en oficinas y escuelas durante los años 80.
A medida que aumentaba la velocidad de transporte y la densidad de puntos (de 60 dpi a 240 dpi), con algunos añadidos de impresión en color, los tipos de letra adicionales permitían al usuario variar el aspecto del texto de las impresiones. Las fuentes de espaciado proporcional permitieron a la impresora imitar los anchos de caracteres no uniformes de un tipógrafo, y también las impresiones más oscuras. Las 'fuentes descargables por el usuario' daban hasta que la impresora se apagaba o se reiniciaba por completo. El usuario podía incrustar hasta 2 tipos de letra personalizados NLQ además de los tipos de letra incorporados en la impresora (ROM).

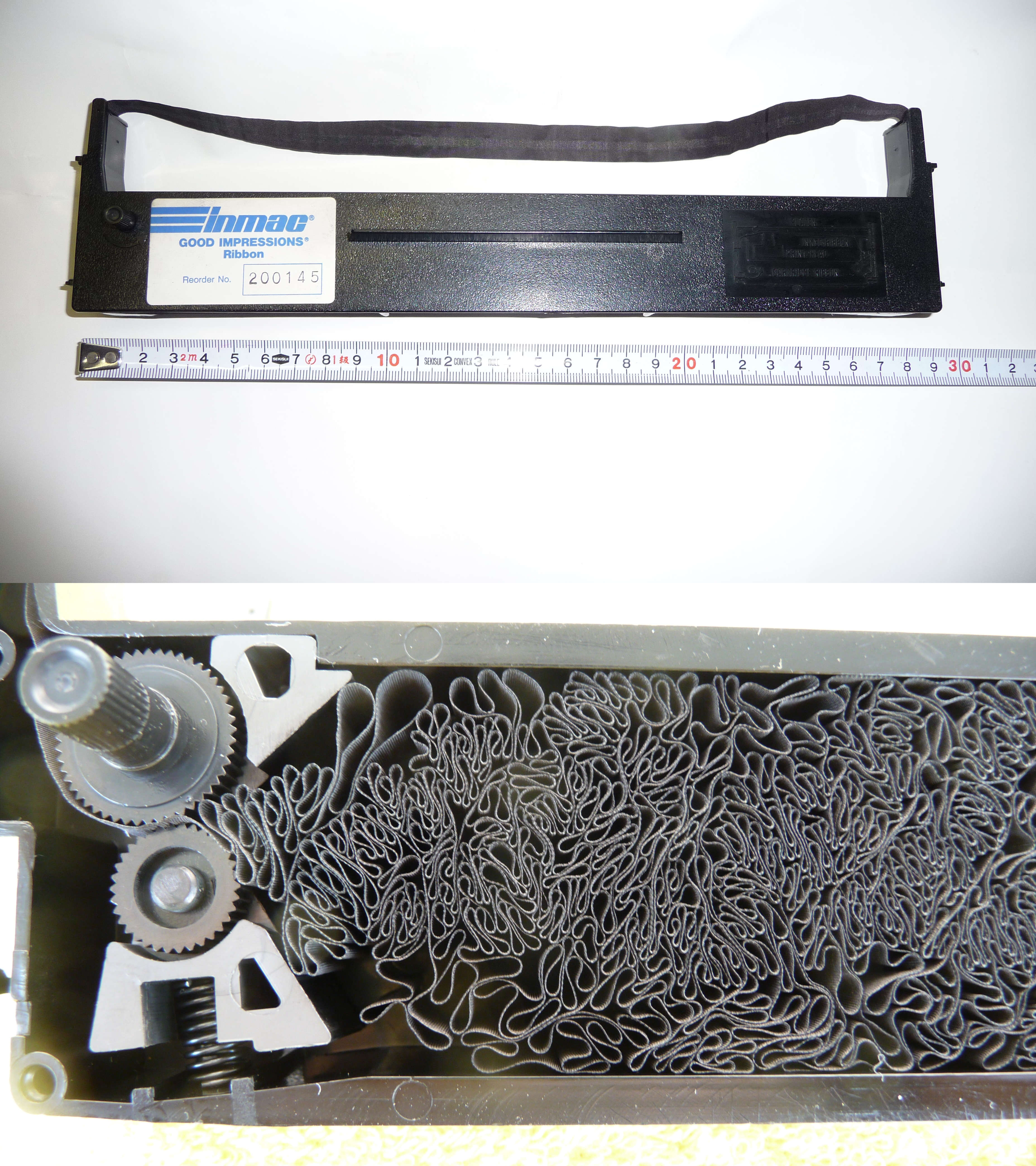
Arriba: Cartucho de cinta de tinta Inmac con tinta negra para la impresora de matriz de puntos. Inferior: Tintada y doblada, la cinta es arrastrada dentro del cartucho por el mecanismo de rodillo a la izquierda

### Uso contemporáneo
La impresora de impacto de escritorio fue gradualmente reemplazada por la de inyección de tinta. Cuando las patentes de Hewlett-Packard expiraron en las cabezas de chorro de tinta impulsadas por vapor y producidas fotolitográficamente,[¿cuándo?] el mecanismo de chorro de tinta se puso a disposición de la industria de la impresión. En las aplicaciones que no requerían impacto (por ejemplo, la impresión de copias de carbono), la inyección de tinta era superior en casi todos los aspectos: funcionamiento comparativamente silencioso, mayor velocidad de impresión y calidad de salida casi tan buena como la de una impresora láser. A mediados del decenio de 1990, la tecnología de inyección de tinta había superado a la de matriz de puntos en el mercado general.
A partir de 2016, la tecnología de impacto de matriz de puntos sigue siendo utilizada en dispositivos y aplicaciones como:
- Caja registradora
- Cajeros automáticos
- Sistemas de detección y alarma de incendios
- muchos terminales de punto de venta
- Las impresoras de impacto de matriz de puntos como la Epson tm-u220b (que no necesitan papel térmico) son más tolerantes a las condiciones de funcionamiento calientes y sucias que se encuentran en muchos entornos industriales, lo que permite que se utilicen incluso en entornos como las cocinas de restaurantes o cafeterías.
- Las impresoras de matriz de puntos, cuando se utilizan con formularios continuos para producir copias impresas, pueden utilizarse para la salida del registro de la consola de una sala de computadoras, produciendo un registro "permanente" que no puede ser alterado remotamente o manipulado de otra manera.

La impresión térmica está sustituyendo gradualmente a éstas en algunas de estas aplicaciones, pero las impresoras de impacto de matriz de puntos de tamaño completo todavía se utilizan para imprimir papelería de varias partes. Por ejemplo, las impresoras de impacto de matriz de puntos se siguen utilizando en las cajas de los bancos y en los talleres de reparación de automóviles, así como en otras aplicaciones en las que es conveniente utilizar papel de alimentación  para tracción mecánica, como el registro de datos y la aviación. Algunas de estas impresoras están incluso equipadas con interfaces USB de serie para facilitar la conexión a las computadoras modernas sin puertos heredados.

#### Vendedores
Algunas empresas, como Printek, DASCOM, WeP Peripherals, Epson, Okidata, Olivetti, Compuprint, Lexmark y TallyGenicom todavía producen impresoras en serie. Printronix es ahora el único fabricante de impresoras de línea. Hoy en día, una nueva impresora matricial de puntos cuesta más que la mayoría de las impresoras de inyección de tinta y algunas impresoras láser de nivel básico. A pesar de esta diferencia de precio inicial, los costos de impresión de las impresoras de inyección de tinta y láser son mucho más altos que los de las impresoras matriciales de puntos, y los fabricantes de impresoras de inyección de tinta/láser utilizan efectivamente su monopolio sobre los cartuchos de impresora de precio arbitrario para subvencionar el costo inicial de la propia impresora. Las cintas de matriz de puntos son un producto básico y no están monopolizadas por los propios fabricantes de impresoras.